# Kinh Do
Kinh Đô är ett vietnamesiskt företag som tillverkar kakor och bakverk. Företaget grundades 1993 och en stor del av försäljningen var då bakverk från Thailand. Under åren har företaget investerat i fabriker för att i större utsträckning kunna producera egna produkter. Företaget har exporterat sina produkter till andra länder både i Asien och på andra kontinenter. I Vietnam har man flera butiker där man säljer sina produkter. I sortimentet finns bland annat kakor, bakverk, choklad, paj, godis och yoghurt.